# Alessio Casimirri
Alessio Casimirri (né à Rome en 1951) est un terroriste italien et membre des Brigades rouges (BR), actuellement en fuite.

## Biographie
Alessio Casimirri est né à Rome. Sa mère était citoyenne de la Cité du Vatican et son père, chargé des relations publiques de trois papes, avait travaillé pour le journal du Vatican, L'Osservatore Romano.
Après un militantisme à Potere operaio et d'autres organisations d'extrême gauche à Rome, il entre dans les Brigades rouges. Il fut condamné par contumace à la réclusion à perpétuité pour l'assassinat de l'escorte d'Aldo Moro en 1978. En 1980, il abandonne les Brigades et fuit à l'étranger pour rejoindre le Nicaragua après un passage en Libye et à Cuba. En Amérique centrale, il participe à la guérilla sandiniste contre les Contras, à la suite de laquelle il ouvre, avec d'autres expatriés italiens, un restaurant à Managua appelé Magica Roma et plus récemment dans la même ville La cueva del Buzo.
Grâce au mariage avec une femme du pays, il obtient la nationalité nicaraguayenne et ne peut être extradé vers l'Italie, malgré les demandes répétées de magistrats italiens,.